# Come Together
«Come Together» — пісня британського рок-гурту «Бітлз», написана Джоном Ленноном і приписана дуету Леннон — Маккартні. Випущена 1969 року як перша пісня альбому Abbey Road, а також як сингл разом із піснею «Something». «Come Together» сягнула вершини американських чартів, проте лише 4-ї сходинки у чартах Великої Британії. Пісня посідає 202-ге місце у списку 500 найкращих пісень усіх часів за версією журналу Rolling Stone.

## Походження
Леннон написав «Come Together» на прохання Тімоті Лірі, який попросив у нього пісню для своєї кампанії на роль губернатора Каліфорнії. Лірі балотувався проти Рональда Рейгана, але його кампанія швидко закінчилася, коли Лірі відправили до в'язниці за зберігання марихуани. 
Історик «Бітлз» Джонатан Гулд припустив, що пісня має лише одного «героя, подібного до парія», а Леннон «малював ще один сардонічний автопортрет».
У грудні 1987 року в інтерв'ю Селіні Скотт у телешоу West 57th Джордж Харрісон заявив, що написав два рядки пісні. 

## Запис
Леннон грав на ритм-гітарі та електропіаніно і співав основний вокал, Пол Маккартні грав на бас-гітарі, Джордж Харрісон — на лід-гітарі, а Рінго Старр на барабанах. Пісню спродюсував Джордж Мартін, записали її наприкінці липня 1969 року в студії EMI в Лондоні. У вступі та після кожного приспіву Леннон каже «shoot me» (укр. стріляй у мене), що супроводжується відлунним хлопанням, особливою барабанною партією Старра і відомим бас-рифом Маккартні. Відомий бітлівський «морж» із пісень «I Am the Walrus» і «Glass Onion» повертається у рядку «he got walrus gumboot» (укр. він отримав чобіт моржа), а після чого «he got Ono sideboard» (укр. він отримав підніжку від Оно). Крім того, у пісні згадується блюзмен Мадді Вотерс.
За словами музичного критика Єна Макдональда, спочатку Маккартні співав бек-вокал, але звукорежисер Джефф Емерик сказав, щоб Леннон співав весь вокал сам. І коли розчарований Маккартні спитав Леннона: «Що ти хочеш, щоб я робив у цьому треці, Джон?» — Леннон відповів: «Не хвилюйся, я зроблю тут овердаббінг».
У інтерв'ю 1970 року з Реєм Конноллі для газети Evening Standard Маккартні висловив розчарування тим, що він не співав у цій пісні разом із Ленноном. Він сказав Коноллі: 
|  | Навіть на Abbey Road ми не робимо таких гармоній, як робили раніше, і мені сумно від цього. У пісні «Come Together» я хотів співати гармонію разом із Джоном, і я думаю, йому б це сподобалось. Але мені було надто соромно запитати його, тож у тій ситуації я не виклався щосили. |

## Випуск та визнання
«Come Together» випустили як подвійний сингл із піснею «Something» і як вступний трек альбому Abbey Road. У США сингл вийшов 6 жовтня 1969 року, протримався 16 тижнів у чарті Billboard Hot 100 і сягнув його № 1. У Великій Британії сингл випустили 31 жовтня 1969 року, і він сягнув № 4 чарту.
Перший запис пісні, зроблений 21 липня 1969 року, мав дещо іншу лірику. Його випустили 1996 року у збірці Anthology 3.
Журнал Rolling Stone розмістив «Come Together» під № 202 у їхньому списку «500 найкращих пісень усіх часів» та під № 9 у списку «100 найкращих пісень The Beatles». 

## Судова справа
Наприкінці 1969 року «Come Together» стала предметом позову про порушення авторських прав, поданого проти Леннона лейблом Big Seven Music, який випустив сингл Чака Беррі «You Can't Catch Me». Морріс Леві, власник Big Seven Music, стверджував, що пісня музично схожа на оригінал Беррі та поділився схожими текстами пісень: Леннон співав «Here come ol' flattop, he come groovin' up slowly», а Беррі співав «Here come a flattop, he was movin' up with me»). Перед записом Леннон та Маккартні навмисно уповільнили пісню та додали гучний бас-риф, щоб зробити її оригінальнішою. Справу врегулювали поза судом 1973 року, коли адвокати Леві погодились, щоб Леннон у відшкодування записав три пісні Big Seven Music у своєму наступному альбомі. 
Зі своїм сином Джуліаном Ленноном заспівав коротку версію пісні «Ya Ya» та випустив її на альбомі Walls and Bridges 1974 року. «You Can't Catch Me» та інша версія «Ya Ya» вийшли на альбомі Rock 'n' Roll 1975 року, а от третя пісня «Angel Baby» лишалася невипущеною. Леві подав позов проти Леннона за порушення контракту, і в підсумку йому компенсували 6 795 доларів. Після того як Леві випустив альбом Roots із записами Леннона, які він мав на своїх касетах, Леннон подав позов проти нього та отримав у компенсацію 84 912 доларів.  

## Учасники запису
За інформацією Ієна МакДональда, склад учасників запису був наступним:
- Джон Леннон — основний та бек-вокал, ритм-гітара, електропіано, хлопання
- Пол Маккартні — бек-вокал, бас-гітара
- Джордж Харрісон — лід- та ритм-гітара
- Рінго Старр — барабани, маракаси

## Кавер-версії
- Пісню переспівала велика кількість співаків, один із яких — король поп-музики Майкл Джексон.

- 27 липня 2012 «Come Together» була виконана гуртом Arctic Monkeys на церемонії відкриття Літніх Олімпійських ігор у Лондоні.
- Пісня «Come Together» звучить українською мовою в альбомі «70/80» гурту «Кам'яний Гість» та має назву «Йдемо разом».